# تشارلز شنايدر (مهندس مدني)
تشارلز شنايدر (بالإنجليزية: Charles Conrad Schneider)‏ (و. 1843 – 1916 م) هو مهندس مدني، ومهندس من الولايات المتحدة، والإمبراطورية الألمانية، ولد في آبلدا، توفي في فيلادلفيا، عن عمر يناهز 73 عاماً.